# Chihiro
Chihiro（チヒロ）は、セガとマイクロソフトが共同開発したアーケードゲーム用システム基板である。

## 概要
XboxがベースのためXboxへの移植が容易であり、Windows（DirectX）との親和性が高い。ソフトウェアはGD-ROMで供給されている。
生産終了後は『MJ2』から『MJ3』、『三国志大戦』から『三国志大戦2』などのメジャーバージョンアップの際に、コンバージョンキットのみが販売され、新規筐体での販売が一切行われなかった。その後は次世代の主力基板であるLINDBERGHへの移行が進み、『三国志大戦』はVer.2.1でLINDBERGHに移行した。他ブランドでの採用例であったナムコ（開発はポリゴンマジック）の『湾岸ミッドナイト MAXIMUM TUNE』シリーズは、3以降は自ブランドのプラットフォームに移行している（3では主力基板のSystem N2）。
詳細なスペックは公式には公開されていない。名称の由来は公式には明らかにされていないが、宮崎駿作品の『千と千尋の神隠し』から取ったと言われている。
部品調達難に伴い、バンダイナムコエンターテインメント（旧：ナムコ、旧：バンプレスト）のタイトルは2015年7月に修理サポート終了が発表された他、セガのタイトルも2017年3月31日を以って修理サポートが終了した。

## 主なタイトル
- ザ・ハウス・オブ・ザ・デッドIII （セガ／開発：ワウ・エンターテイメント／2002年）
- クレイジータクシー ハイローラー （セガ／開発：ヒットメーカー／2003年）
- バーチャコップ3（セガ／開発：SEGA-AM2／2003年）
- セガネットワーク対戦麻雀MJ2 （セガ／開発：SEGA-AM2／2004年）[3]
- アウトラン2 （セガ／開発：SEGA-AM2／2003年）
- オーリーキング（英語版）（セガ／開発：アミューズメントヴィジョン／2004年）[4][5]
- Quest of D （セガ／2005年）[6]
- セガゴルフクラブ ネットワークプロツアー （セガ／2004年）[7]
- ゴーストスカッド （セガ／2005年）[8]
- 三国志大戦 （セガ／2005年）[9] - 初代
- セガゴルフクラブ ネットワークプロツアー Version 2005 （セガ／2005年）
- 三国志大戦 乱世の群狼（セガ／2005年）[10]
- セガネットワーク対戦麻雀MJ3 （セガ／2005年）[11]
- セガゴルフクラブ Version 2006 ネクストツアーズ （セガ／2005年）
- 三国志大戦2 （セガ／2006年）[12] - 初代、Ver.2.1よりLINDBERGH
- セガネットワーク対戦麻雀MJ3 EVOLUTION（セガ／2007年）
- 機動戦士ガンダム バトルオペレーティングシミュレーター （バンプレスト／2005年）
- 機動戦士ガンダム0079カードビルダー （バンプレスト／開発：セガ／2005年）
- 機動戦士ガンダム0083カードビルダー （バンプレスト／開発：セガ／2007年）
- 湾岸ミッドナイト MAXIMUM TUNE （ナムコ／開発：ポリゴンマジック／2004年）
- 湾岸ミッドナイト MAXIMUM TUNE 2 （ナムコ／開発：ポリゴンマジック／2005年）